# 4009 Drobyshevskij
4009 Drobyshevskij eller 1977 EM1 är en asteroid i huvudbältet som upptäcktes den 13 mars 1977 av den rysk-sovjetiske astronomen Nikolaj Tjernych vid Krims astrofysiska observatorium på Krim. Den har fått sitt namn efter astrofysikern Eduard Drobysjevskij.
Asteroiden har en diameter på ungefär arton kilometer och tillhör asteroidgruppen Themis.